# Brénon
Le Brénon ou Brenon est une rivière française du Grand Est qui coule dans la zone géographique du Saintois, dans le département de Meurthe-et-Moselle, en région Grand Est. C'est un affluent du Madon en rive gauche, et donc sous-affluent du Rhin par la Moselle.

## Géographie
La longueur de son cours d'eau est de 26,3 km.
Le Brénon prend naissance sur le territoire de la petite localité de Grimonviller, située aux confins méridionaux du département de Meurthe-et-Moselle, à vingt kilomètres à l'est de Neufchâteau et vingt kilomètres au nord de Vittel. 
Son orientation générale va du sud-ouest vers le nord-est. 
Il se jette dans le Madon en rive gauche, au niveau de la commune d'Autrey.
Rivière sinueuse au cœur du Saintois, elle présente deux particularités : le saut du Brénon (ou cascade de l'Étanche), situé peu après la confluence du ruisseau de Velle 7,9 km ; puis à partir d'Étreval, le Brénon suit une vallée relativement étroite qui scinde cette partie de la plaine en deux, jusqu'à sa confluence avec le Madon.

### Communes traversées
Les douze communes traversées ou longées par le Brénon sont les suivantes (d'amont en aval) :
- Grimonviller, Pulney, Fécocourt, Vandeléville, Dommarie-Eulmont, Thorey-Lyautey, Étreval, Ognéville, Vézelise, Houdreville, Clérey-sur-Brenon et Autrey, toutes situées dans le département de Meurthe-et-Moselle.

## Affluents
Dans l'ordre, depuis la source jusqu'à la confluence avec le Madon :
- Le Taha (rive gauche)
- Le ruisseau des Conrottes (rive gauche)
- Le Maillot (rive droite)
- Le ruisseau du Moulin (rive gauche)
- Le ruisseau de Velle (rive gauche, confluence au lieu-dit L'Étanche à Thorey-Lyautey)
- Le Tabourin (rive droite, confluence à Étreval)
- L'Uvry (rive gauche, confluence à Vézelise)
- Le Grand Rupt (rive droite, confluence à Vézelise)
- Le ruisseau des Auges (rive gauche)
- Le ruisseau de Geoinvau (rive gauche)
- Le ruisseau de Vilain Rupt (rive gauche)

## Hydrologie
À l'instar du Madon, le Brénon est une rivière assez abondante, compte tenu de la surface de son bassin versant, mais fort irrégulière. 

### Le Brenon à Autrey
Son débit a été observé pendant une période de 39 ans (1969-2007), à Autrey, à 230 m d'altitude, localité située au niveau de son confluent avec le Madon. La surface observée est de 139 km2, soit 98 % du bassin versant total.
Le module de la rivière à Autrey est de 1,44 m3/s.
Le Brénon présente des fluctuations saisonnières de débit fort marquées. Les hautes eaux se déroulent en hiver et au printemps et se caractérisent par des débits mensuels moyens allant de 2,32 à 3,30 m3/s, de décembre à mars inclus (maximum en février). En mars cependant le débit est déjà en baisse, cette dernière se prolongeant tout au long du printemps. Les basses eaux ont lieu de juillet à octobre, avec une baisse du débit moyen mensuel allant jusqu'à 0,118 m3/s au mois d'août (118 litres par seconde), ce qui est fort bas.

### Étiage ou basses eaux
Le VCN3 peut cependant chuter jusqu'à 0,009 m3/s, en cas de période quinquennale sèche, soit neuf litres par seconde, ce qui est très sévère.

### Crues
D'autre part, les crues peuvent être fort importantes, comme c'est le cas de bien des cours d'eau du plateau lorrain. Les QIX 2 et QIX 5 valent respectivement 32 et 46 m3/s. Le QIX 10 vaut 55 m3/s, tandis que le QIX 20 se monte à 63 m3/s et que le QIX 50 est de 74 m3/s.
Le débit instantané maximal enregistré à Autrey a été de 70,2 m3/s le 30 décembre 2001, tandis que la valeur journalière maximale était de 62,6 m3/s le même jour. En comparant le premier de ces chiffres aux valeurs des différents QIX de la rivière, il apparaît que cette crue était intermédiaire entre les crues vicennale et cinquantennale définies par les QIX 20 et QIX 50, et donc destinées à se répéter tous les 35-40 ans environ.

### Lame d'eau et débit spécifique
La lame d'eau écoulée dans le bassin du Brénon est de 328 millimètres annuellement, ce qui est modérément élevé, équivalent à la moyenne d'ensemble de la France, mais inférieur à l'ensemble du bassin versant français de la Moselle (445 millimètres par an) ainsi que du Madon (356 millimètres par an). Le débit spécifique (ou Qsp) atteint 10,4 litres par seconde et par kilomètre carré de bassin.

## Galerie

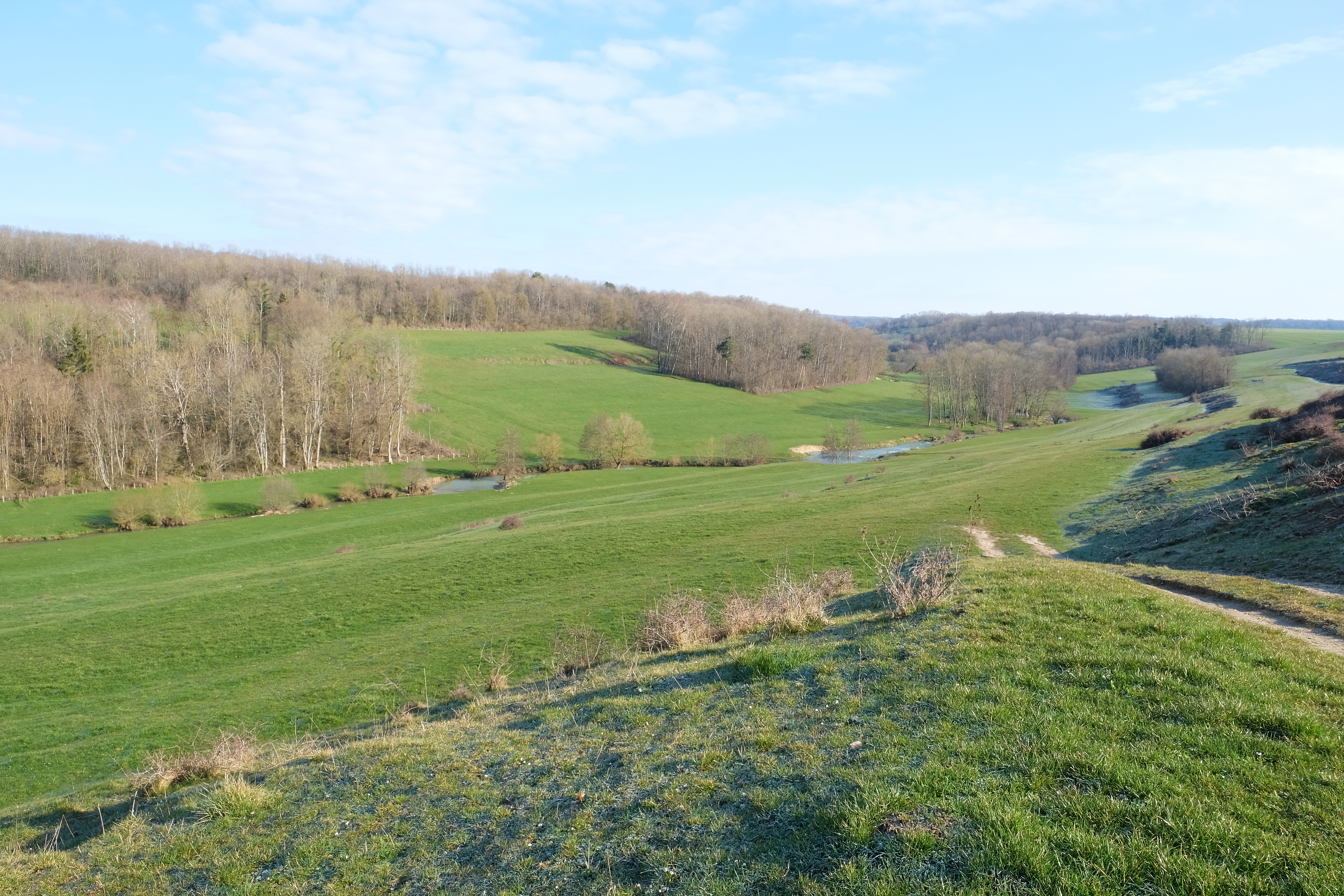
Vallée du Brénon entre Clérey-sur-Brénon et Autrey.
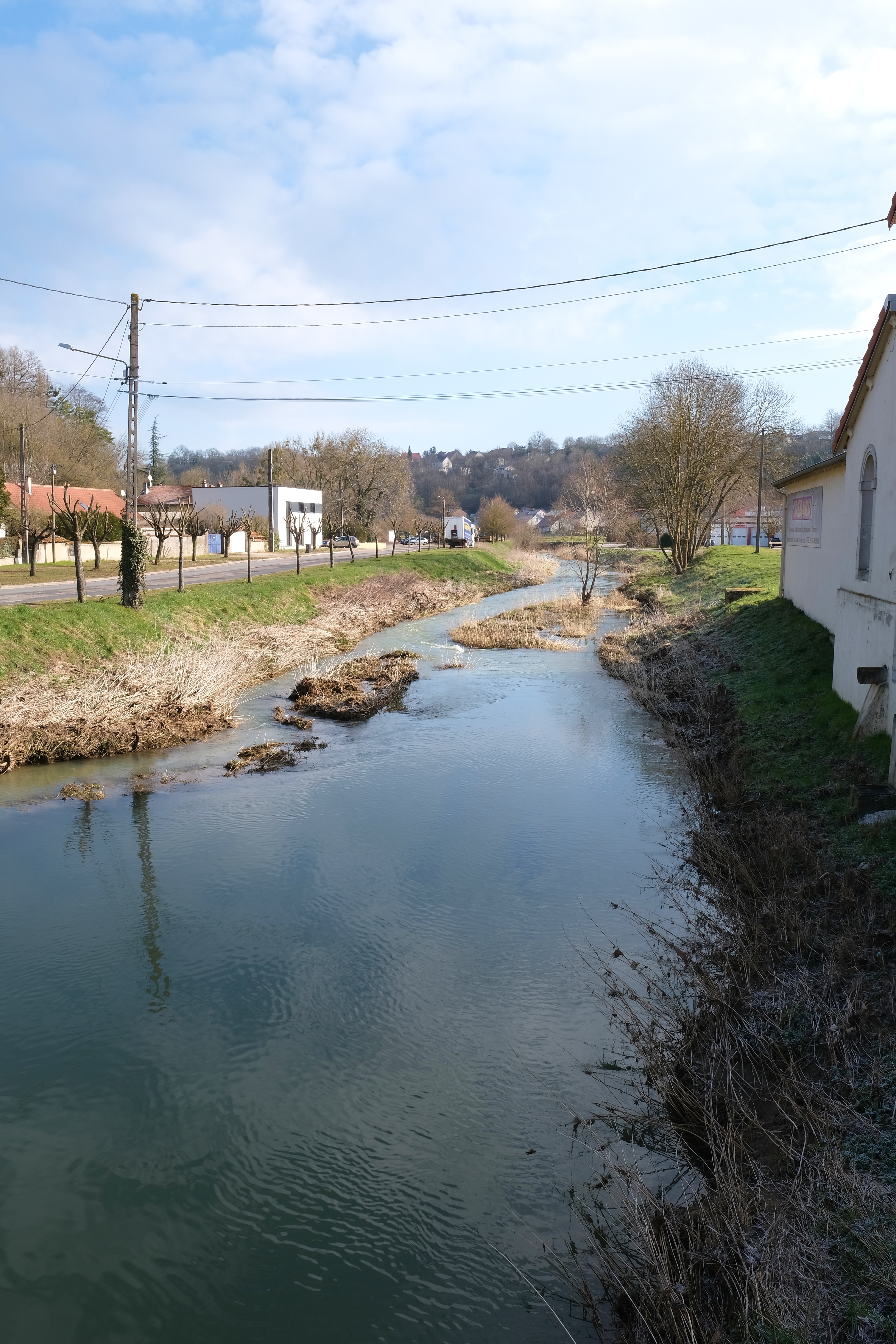
Le Brénon à Vézelise.